# Эйндховенская командная гонка с раздельным стартом
Эйндховенская командная гонка с раздельным стартом  UCI ProTour (англ. UCI ProTour Eindhoven Team Time Trial, нидерл. UCI ProTour Ploegentijdrit)  — шоссейная однодневная велогонка, проходившая в конце июня вокруг нидерландского Эйндховена.

## История
Дання гонка может рассматриваться как преемник Гран-при де ла Либерасьон (нидерл. Grand Prix de la Liberation), который также проходил в Нидерландах в том же формате в период с 1988 по 1991 год.
При запуске UCI ProTour в 2005 году было принято решение о том, что в его рамках должна пройти команданя разделка. Организация была поручена Нидерландам, в которых было относительно мало велосипедных соревнований на самом высоком уровне. В качестве места проведения были представлены города Роттердам, Гус, Эйндховен и Хертогенбос, но только последние два были выдвинуты KNWU в качестве потенциальных кандидатов. UCI в конечном итоге выбрала Эйндховен, предположительно, как дань уважения президенту UCI Хейну Вербрюггену, который был из того же региона страны.
Первая гонка была проведена 19 июня 2005 году, одновременно с образованием UCI ProTour. Отличием этой гонки от остальных элитных стало то, что она была единственной однодневной командной гонкой с раздельным стартом. Для удобства команд гонка проводилась через несколько дней после завершения нидерландской Ster Elektrotoer, входящей в UCI Europe Tour и за две недели до начала Тур де Франс, что позволило командам использовали эту гонку в качестве подготовки к анологичному виду на Туре. На старт вышли 20 команд UCI ProTour и 5, получивших уайлд-кард. Каждую команду представляли 6 гонщиков, первую победу с преимуществом в 3 секунды над «Phonak Hearing Systems» одержала немецкая команда «Team Gerolsteiner». 
Маршрут состоял из двух петель (одна в Хелмонд, а другая в Бест), по которым команды ехали туда и обратно, благодаря чему зрители могли видеть их дважды. Общая длина дистанции составила 48,6 км, а сам маршрут не менялась в дальнейшем.
Старт состоялся на Stadhuisplein aan de Wal в Эйндховене. Маршрут пошёл на восток через Fellenoord и Eisenhouwerlaan в направлении Хелмонда. Затем он последовал по трассе A270 и развернулся у Kasteeltraverse в центре Хелмонда, где находилась первая засечка времени, и тем же маршрутом вернулся в Эйндховен на Veldmaarschalk Montgomerylaan (вторая засечка времени). Далее через Huizingalaan, Marathonloop и Boschdijk трасса направилась в Бест (третья и последняя засечка времени), где совершив разворот, возвращалась на Stadhuisplein aan de Wal в Эйндховене, где располагался на финиш.
Со следующего года количество гонщиков каждой команды увеличилось до 8, а время учитывалось по 5-му финишировавшему. Победу с преимуществом в 42 секунды одержала «Team CSC» из Дании. 
Датская команда повторила успех и на следующей гонке, опередив «Tinkoff Credit Systems» менее чем на полсекунды. 
В феврале 2008 года мэрия Эйндховена отказалась от дальнейшего проведения гонки по финансовым причинам и потому что она не очень подходила Эйндховену. Слишком мало эйндховенцев приходило смотреть гонку, а интерес среди спонсоров упал. 
Представители UCI ProTour заявили, что гонка, первоначально запланированная на 22 июня, не будет заменёна в календаре 2008 года другой гонкой, а также о проявление интереса со стороны нескольких кандидатов со всего мира и в будущем на замену ей придёт другая командная разделка или гонка другого типа, . Однако этого не произошло.
В 2012 году, снова в Нидерландах, состоялся дебют командной гонки среди коммерческих велокоманд, но уже в рамках Чемпионата мира по шоссейному велоспорту, на этот раз входящий в UCI World Tour.
| Год  | Победитель   | Второй                 | Третий       |
| ---- | ------------ | ---------------------- | ------------ |
| 2005 | Gerolsteiner | Phonak Hearing Systems | CSC          |
| 2006 | CSC          | Discovery Channel      | Gerolsteiner |
| 2007 | CSC          | Tinkoff Credit Systems | Team Milram  |

| Год  |   | Время         | Скорость    | 000Погода000 |
| ---- | - | ------------- | ----------- | ------------ |
| 2005 | • | 53 мин 35 сек | 54.414 км/ч | Солнечно     |
| 2006 | • | 52 мин 28 сек | 55.578 км/ч | Облачно      |
| 2007 | • | 53 мин 36 сек | 54.39 км/ч  | Дождь        |